# Inspectie Openbare Orde en Veiligheid
De Inspectie Openbare Orde en Veiligheid was een Nederlandse overheidsinstantie. Deze inspectie en de Inspectie voor de Sanctietoepassing zijn samengevoegd tot de Inspectie Veiligheid en Justitie (inmiddels hernoemd naar Inspectie Justitie en Veiligheid). De samenvoeging werd op 1 januari 2012 van kracht en kwam voort uit afspraken uit het regeerakkoord van 2010. Daarin zijn alle veiligheidstaken van het Rijk ondergebracht bij het Ministerie van Justitie en Veiligheid. 
Sinds die datum werkt de inspectie met de opdracht uit te groeien tot dé toezichthouder voor het brede domein van veiligheid en justitie.